# Franz Neußer
Franz Neußer, též Franz Neusser (24. ledna 1823 Bludovice – 22. října 1912 Vídeň), byl rakouský a český politik německé národnosti z Moravy, v 2. polovině 19. století poslanec Říšské rady.

## Biografie
Profesí byl inženýrem a majitelem nemovitostí v Bludovicích (Blauendorf).
Angažoval se i ve vysoké politice. Působil jako poslanec Říšské rady (celostátního parlamentu Předlitavska), kam usedl ve volbách roku 1879 za kurii venkovských obcí na Moravě, obvod Nový Jičín, Hranice, moravské enklávy ve Slezsku. Mandát obhájil ve volbách roku 1885. Ve volebním období 1879–1885 se uvádí jako Franz Neußer, majitel dědičné rychty, bytem Bludovice.
Do parlamentu nastoupil roku 1879 jako ústavověrný poslanec. Patřil k německým liberálům. V říjnu 1879 je zmiňován na Říšské radě coby člen mladoněmeckého Klubu sjednocené Pokrokové strany (Club der vereinigten Fortschrittspartei). Od roku 1881 byl členem klubu Sjednocené levice, do kterého se spojilo několik ústavověrných (liberálně a centralisticky orientovaných politických proudů). Za tento klub uspěl i ve volbách roku 1885. Po rozpadu Sjednocené levice přešel do frakce Německorakouský klub. V roce 1890 se uvádí jako poslanec obnoveného klubu německých liberálů, nyní oficiálně nazývaného Sjednocená německá levice.
Zemřel v říjnu 1912.